# Acheilognathus deignani
Acheilognathus deignani är en fiskart som först beskrevs av Smith, 1945.  Acheilognathus deignani ingår i släktet Acheilognathus och familjen karpfiskar. IUCN kategoriserar arten globalt som otillräckligt studerad. Inga underarter finns listade i Catalogue of Life.